# Stazione di Cles
La stazione di Cles è una stazione ferroviaria della Trento-Malé-Mezzana a servizio del comune di Cles.

## Storia
La stazione fu aperta nel 1960 con l'apertura del tratto ferroviario verso Trento Torre Verde che sostituì la precedente tranvia Trento-Malé e dunque l'omonimo impianto tranviario che si trovava in mezzo al paese.
L'anno seguente, la stazione cessò di funzionare come capolinea in quanto fu aperto all'esercizio il tratto ferroviario fino a Malé.

## Strutture ed impianti
La gestione degli impianti è affidata alla società Trentino Trasporti.

### Fabbricato viaggiatori
Il fabbricato viaggiatori è una struttura a tre livelli, compreso il sottotetto. Quest'ultimo, assieme al primo, un tempo era adibito all'accoglienza del personale, mentre oggi (2010) risulta essere una abitazione privata. Al piano terra è presente la sala d'attesa con biglietteria annessa, gli uffici riservati al personale ed un bar.
L'esterno dell'edificio è coperto da pietra, mentre parte del primo piano è invece coperto da listelli in legno. Il primo piano stesso è dotato di una terrazza, lato nord, e risulta circondato da un balcone munito di ringhiera in metallo.

### Piazzale binari
Il piazzale è composto dal binario di corsa della linea ferroviaria, numerato come secondo, e da altri due (il primo e il terzo) riservati agli incroci e alle precedenze. Solamente il primo ed il secondo sono riservati al servizio viaggiatori essendo dotati di banchina salvagente. Una passerella consente all'utenza l'attraversamento del primo binario per avere accesso al secondo.
È presente inoltre una pensilina in metallo a protezione del marciapiede presso il primo binario. La struttura, inoltre, si sviluppa oltre la zona settentrionale del fabbricato viaggiatori coprendo anche il piazzale della vicina stazione degli autobus e funge anche da riparo per il parcheggio di biciclette.
È presente inoltre un tronchino, al termine del deviatoio che collega il primo binario alla linea principale, presso il quale sostano i mezzi di manutenzione della ferrovia.

## Servizi
- Biglietteria
- Bar
- Servizi igienici
- Sala d'attesa

## Interscambi
La presenza della stazione degli autobus e di un sistema organizzato di coincidenze garantiscono l'interscambio fra i convogli della linea ferroviaria e le autolinee dirette in val di Sole e nell'alta val di Non.